# うおやま
うおやまは、日本の漫画家。広島県生まれ。女性。
作品に「ヤンキー君と白杖ガール」がある。デビュー時の名義は児玉潤。

## 来歴
2013年、児玉潤名義「心臓ちゃん」にてデビュー。
同年、「大駆ける襷」でアフタヌーン四季賞大賞を受賞。2015年、初連載「アイ先生はわからない」を連載開始。続けて「突姉っ!」を連載。
2018年、「早く世に出したい」という理由で出版社を通さず、ペンネームも「うおやま」に変えニコニコ漫画、pixiv、マンガハック上にて「ヤンキー君と白杖ガール」を連載開始。「恋です!〜ヤンキー君と白杖ガール〜」のタイトルでテレビドラマ化もされた。
2022年8月から2023年7月まで『週刊少年マガジン』上にて「日向さん、星野です。」を連載。
2024年1月より『くらげバンチ』上にて「木暮姉弟のとむらい喫茶」の連載を開始。
2025年7月、『ヤングアニマル』上にて「きみと一緒に通いたい」の連載を開始。

## 作品リスト

### 連載
- アイ先生はわからない（『少年マガジンエッジ』2015年10月号〈創刊号〉[9] - 2017年3月号[10]） - 児玉潤名義。
- 突姉っ！（『少年マガジンエッジ』2017年7月号[11] - 2018年5月号[12]） - 児玉潤名義。
- ヤンキー君と白杖ガール（個人連載〈ニコニコ漫画、pixiv、マンガハック〉2018年 - 2022年）
- 日向さん、星野です。（『週刊少年マガジン』2022年[13] - 2023年[14]）
- 木暮姉弟のとむらい喫茶（『くらげバンチ』2024年1月26日 - 2025年1月）
- きみと一緒に通いたい（『ヤングアニマル』2025年No.15[8] - ）

### 読み切り
- 心臓ちゃん（『good!アフタヌーン』2013年） - 児玉潤名義。
- 大駆ける襷（『月刊アフタヌーン』2013年） - 児玉潤名義。
- ビンカン彼女（『月刊アフタヌーン』2014年） - 児玉潤名義。

### 書籍
- 『アイ先生はわからない』、講談社〈マガジンエッジKC〉2016年 - 2017年、全3巻、児玉潤名義
  1. 2016年4月15日発売[15][16]、ISBN 978-4-06-391006-3
  2. 2016年9月16日発売[17]、ISBN 978-4-06-391033-9
  3. 2017年3月17日発売[18]、ISBN 978-4-06-391060-5
- 『突姉っ！』、講談社〈マガジンエッジKC〉2017年 - 2018年、全2巻、児玉潤名義
  1. 2017年11月16日発売[19][20]、ISBN 978-4-06-510487-3
  2. 2018年5月17日発売[21]、ISBN 978-4-06-511539-8
- 『ヤンキー君と白杖ガール』、KADOKAWA〈MFコミックス〉2019年 - 2022年、全8巻
- 『日向さん、星野です。』、講談社〈KCデラックス〉2022年 - 2023年、全4巻
- 『木暮姉弟のとむらい喫茶』、新潮社〈BUNCH COMICS〉2024年 - 2025年、全3巻
  1. 2024年7月9日発売[22][23]、ISBN 978-4-10-772726-8
  2. 2024年10月8日発売[24]、ISBN 978-4-10-772752-7
  3. 2025年5月9日発売[25]、ISBN 978-4-10-772822-7